# Иоанн Московский
Иоа́нн Моско́вский (Иоанн Блаже́нный, Большо́й Колпа́к; ?, Вологда — 3 июля 1589, Москва) — московский юродивый, святой Русской церкви в лике блаженных, память совершается (по юлианскому календарю): 3 июля и 12 июня (обретение мощей).

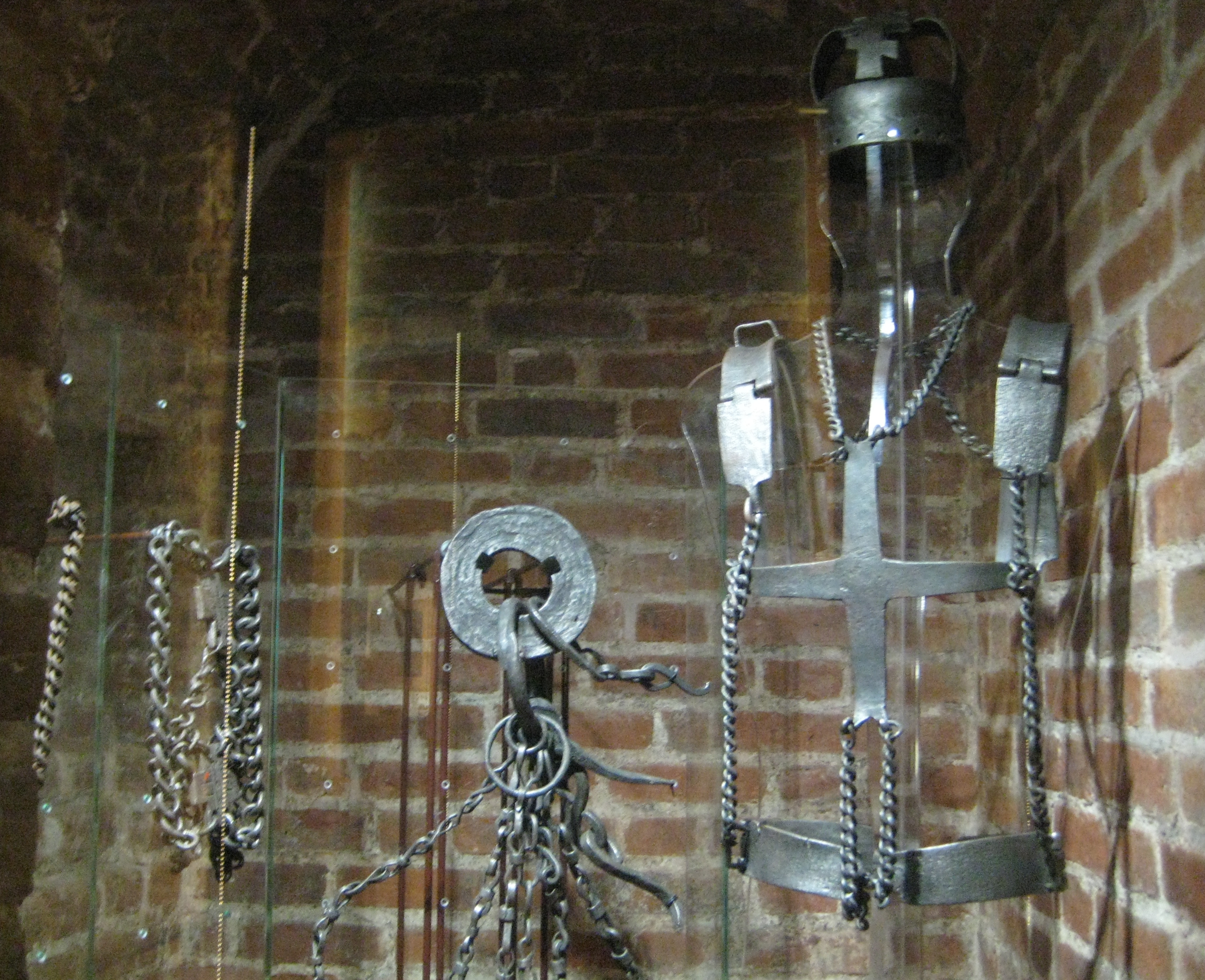
Вериги. Москва, XVII век. Предположительно, венец, верижный крест и пояс принадлежали святому Иоанну Блаженному. Экспозиция в соборе Василия Блаженного

Был родом из Вологды, в молодости работал водоносом в солеварнях. Затем пришёл в Ростов, где начал юродствовать, был знаком с преподобным Иринархом Ростовским. Иоанн носил на голове железный колпак, чем заслужил прозвище Иван — большой колпак. Под конец жизни поселился в Москве. Жил на улице, ходил полуодетым даже зимой. На теле носил вериги с медными крестами. Неоднократно встречался с Борисом Годуновым, говоря ему: «Умная голова, разбирай Божии дела; Бог долго ждёт, да больно бьёт».
Умер 3 июля 1589 года, по указанию царя Фёдора Ивановича был погребён по его желанию около собора Покрова Пресвятой Богородицы на Рву (Василия Блаженного). Его мощи были открыты 12 июня 1672 года, в честь чего ему в этот день было установлено отдельное празднование. В 1916 году придел собора, в котором под спудом находятся мощи святого, был переименован во имя святого Иоанна Блаженного.